# Atães (Vila Verde)
Atães ist ein Ort und eine ehemalige Gemeinde (Freguesia) im Norden Portugals.

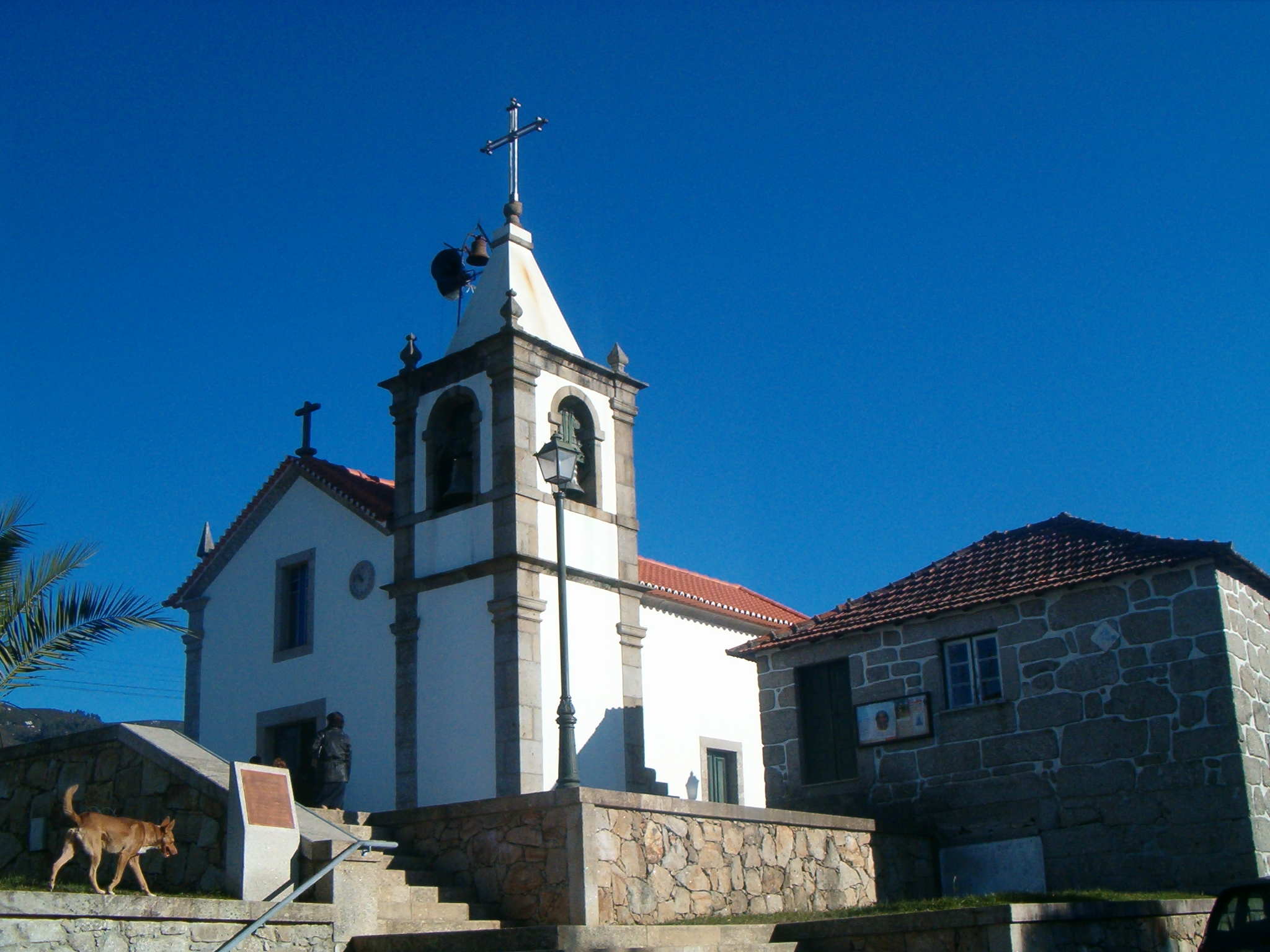
Kirche von Atães

Atães gehört zum Kreis Vila Verde im Distrikt Braga. Die Gemeinde hatte eine Fläche von 2,5 km² und 657 Einwohner (Stand 30. Juni 2011).
Am 29. September 2013 wurden die Gemeinden Atães, Covas, Penascais, Valões und Codeceda zur neuen Gemeinde União das Freguesias do Vade zusammengeschlossen. Atães ist Sitz dieser neu gebildeten Gemeinde.